# (32159) 2000 MR2
2000 MR2 (asteroide 32159) é um asteroide da cintura principal. Possui uma excentricidade de 0.14348110 e uma inclinação de 1.84465º.
Este asteroide foi descoberto no dia 25 de junho de 2000 por NEAT em Haleakala.